# Keléd
Keléd es un pueblo ubicado en el distrito de Celldömölk, en el condado de Vas, Hungría.

## Superficie
Posee una superficie de 8,720 kilómetros cuadrados.

## Demografía
Hasta 2019 la población era de 106 habitantes, con una densidad de población de 12,16 habitantes por kilómetro cuadrado.